# РК-10
РК-10 — універсальна керована ракета розроблена КБ «Луч». Вперше представлена на виставці Зброя та безпека 2019.

## Історія
КБ «Луч» на XVI Міжнародній спеціалізованій виставці «Зброя та безпека 2019» представило універсальну керовану ракету Р-10, що може застосовуватися проти танків і літаків.
Нова ракета залежно від бойової частини може бути застосована проти наземних та повітряних цілей.
В червні 2021 року на виставці «Зброя та безпека-2021» було представлено модернізований зенітний ракетний комплекс ближньої дії «Стріла-10 „Луч“» з керованою ракетою Р-10-ОФ — зенітною версією універсальної керованої ракети РК-10.

## Варіанти
Варіанти ракети:

### Універсальна керована ракета в контейнері РК-10
Універсальна керована ракета у транспортно-пусковому контейнері РК-10 зі змінними бойовими частинами призначена для враження нерухомих та рухомих сучасних броньованих цілей із динамічним захистом, невеликих кораблів (катерів) та повітряних цілей на малій висоті. Ракета наводиться на ціль за лазерним променем із супроводженням цілі в автоматичному режимі.

### Протитанкова ракета Р-10-К
Протитанковий варіант ракети Р-10-К має 152-мм тандемну кумулятивну бойову частину із заявленим бронепробиттям у 1100 мм за динамічним захистом. Застосовувати протитанкову версію передбачається передусім з бойових гелікоптерів.

### Зенітна ракета Р-10-ОФ
Зенітна ракета Р-10-ОФ має 130-мм осколково-фугасну бойову частину з ударним ядром та безконтактним підривачем. ЗКР Р-10-ОФ призначена для застосування у мобільних зенітно-ракетних комплексах. Крім того ракета здатна пробити до 120-мм броні.
Ця ракета використана у варіанті модернізації комплексу «Стріла-10 „Луч“» представленого в червні 2021 року.
У грудні 2021 року відбулись вогневі випробування РК-10 у зенітному варіанті. Оновлена ракета отримала нову аеродинамічну схему «качка» з рульовими поверхнями у носовій частині ракети. Дальність пуску зросла до 12 км завдяки більшому двигуну.
Нову ракету з уніфікованими рішеннями можна встановлювати на наземні та повітряні носії, а також на морські платформи.
Також для РК-10 розробляється варіант з альтернативним наведенням за відбитим лазерним променем.

## Опис
Універсальна керована ракета РК-10 зі змінними бойовими частинами, в складі комплексу призначена для ураження нерухомих та рухомих сучасних броньованих цілей оснащених динамічним захистом, катерів, малогабаритних кораблів та повітряних маломаневрених цілей.
Універсальна керована ракета може використовуватися на різноманітних платформах — сухопутних, повітряних чи морських, та в разі зміни загрози вона може використовуватись як для боротьби з повітряними цілями, так і сухопутними.
Аналогічний принцип застосований на американській системі IM-SHORAD, у якій, проте, залежно від потреб, встановлюється контейнер з ракетою ПЗРК FIM-92 Stinger чи керованою протитанковою ракетою Longbow Hellfire.
Система Interim Maneuver-Short-Range Air Defense змонтована на платформі Stryker.
Окрім того для виявлення повітряних цілей використовується радар виробництва RADA Electronic Industries Ltd.. Також, окрім використання ракетного озброєння, система озброєна 30-мм автоматичною гарматою M230 та кулеметом калібром 7,62-мм.
Обидві ракети мають систему наведення по лазерному променю з супроводженням цілі в автоматичному режимі.
Розробка зазначених варіантів ракети Р-10 наразі на завершальній стадії, наступна у планах КБ «Луч» – версія з термобаричною бойовою частиною.
Ракети використовуються при температурі навколишнього середовища від -40 до +60°C.

## Технічні характеристики
- Максимальна дальність стрільби: 10 000 метрів
- Маса ракети: 38 кг
- Маса ракети в контейнері: 62 кг
- Довжина контейнера: 2144 мм
- Зовнішній діаметр контейнера: 190 мм
- Температурний діапазон застосування: від -40 до +60 °C